# Psykoterapi

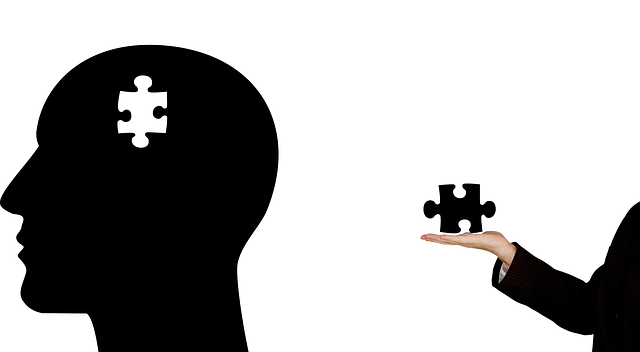
En psykoterapeut hjälper en person att fungera på ett bättre sätt genom att hjälpa denne få alla bitarna på plats.

Psykoterapi, psykologisk behandling, innebär behandling av psykiska, relationella och existentiella problem med psykologiska metoder. Vanliga problem att behandla innefattar ångestsyndrom och depression. De olika terapierna har olika förklaringar till varför dessa problem uppstår och ingen har definitivt stöd för sin förklaring. Vissa terapier grundar sig dock i grundforskning, exempelvis metakognitiv terapi (MKT) och kognitiv beteendeterapi (KBT).
Överlappet mellan de olika terapierna är allt från stort till smått och vissa överlappar mer än andra, både vad gäller teori och metod. Få terapier har dock en tydlig bakomliggande teori om varifrån psykisk ohälsa kommer. Betydligt många fler har en tydlig teori om varför psykisk ohälsa vidmakthålls och således är det inom vissa terapier (som exempelvis kognitiv beteendeterapi) vidmakthållandet som angrips.
Det är vanligt att bedrivandet av psykoterapi rekommenderas vara en evidensbaserad praktik, det vill säga att forskning ska ha säkerställt att terapin har en effekt. De olika terapiernas effekt beskrivs nedan.

## Olika psykoterapier
De två vanligaste grenarna av olika psykoterapier är psykodynamisk terapi (PDT) och kognitiv beteendeterapi (KBT). Nedan följer en lista på olika inriktningar av psykoterapi i alfabetisk ordning.

### Existentiell psykoterapi
I existentiell psykoterapi är ofta fokus hur en person kan leva väl utefter egna värderingar. Ångest och dåligt mående ses som en naturlig del av livet som kan fungera som guide för vad våra värden är och i vilken riktning vi vill ta livet. Det ses även som viktigt att leva autentiskt.

### Humanistisk psykoterapi
Det finns ingen tydlig avgränsad definition för vad humanistisk terapi är. Detta beror delvis på att terapin vill fånga in hela personen och dennes livssituation där terapeuten kan vara mer av medhjälpare vid reflektion.

### Interpersonell psykoterapi
Interpersonell terapi går ut på att med fokus på klientens relationer kartlägga problem som kan uppstå i personens vardagliga liv. Ett sätt att lösa dessa kan vara genom att bättra på en persons förmåga till kommunikation. IPT har rötter i anknytningsteori, social teori och kommunikationsteori.
Inom IPT är den mest centrala delen ett starkt fokus på klientens nära relationer, hur dessa påverkar vårt mående och även hur vårt mående påverkar våra relationer. Klient och terapeut arbetar tillsammans med att kartlägga de viktiga relationerna i klientens liv, och hur de hänger ihop med upplevda symptom. Områden som inom IPT ses som relevanta och intressanta att arbeta med kan till exempel vara interpersonella konflikter, rollförändringar, komplicerad sorg eller interpersonella svårigheter. Arbetet kretsar sedan mycket kring att förbättra och stärka något eller flera av dessa fokusområden i enlighet med klientens önskemål.
Inom IPT träffas klient och terapeut vanligtvis ungefär 10–16 tillfällen. Träffarna är oftast en gång per vecka. Varje session brukar pågå mellan 45 och 60 minuter. Terapeuten arbetar aktivt tillsammans med klienten under samtalen och det är också vanligt att terapeuten tillsammans med klienten sätter upp hemläxor som klienten genomför mellan sessionerna.

### Kognitiv beteendeterapi
Inom KBT ses känslor som svåra att påverka direkt och därför bygger många behandlingar på att påverka tankarna eller beteendet med baktanken att tankar, känslor och beteenden hänger ihop och påverkar varandra. En vanlig metod inom KBT är att kartlägga vilka tankar en person har och upplever som jobbiga för att sedan systematiskt ifrågasätta dem. Centralt för KBT är även inlärningsteori. Detta innebär ett antagande om att vad vi gör beror på en inlärning genom både respondent och operant inlärning. För att då nå ett nytt (förhoppningsvis bättre) beteende måste vi göra en nyinlärning genom erfarenhet och övning. Olika varianter och applikationer av detta finns att läsa för varje terapi.
Trots att KBT baseras på psykologiska teorier saknas definitivt stöd för att problematiken som behandlas kan förklaras genom dessa teorier. KBT är en eklektisk behandling, vilket innebär att behandlingskomponenterna väljs utefter vad som har visats ge effekt.

#### Kognitiva beteendeterapier (urval)
- Acceptance and Commitment Therapy (ACT)
- Beteendeaktivering (BA)
- Compassionfokuserad terapi (CFT)
- Exponering med responsprevention (ERP)
- Föreställningsmässig exponering (engelska prolonged exposure; PE)
- Mindfulnessbaserad kognitiv terapi (MBCT)
- Schematerapi
- Traumafokuserad kognitiv beteendeterapi (TF KBT)
- Unified Protocol

### Metakognitiv terapi

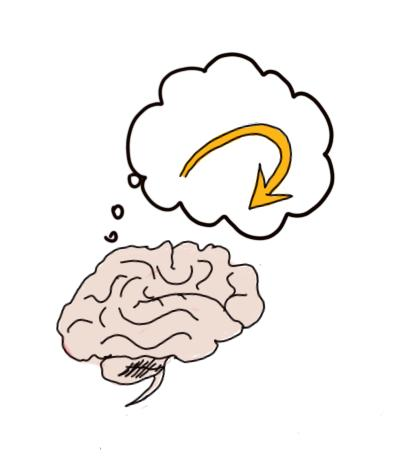
Tankar om tankar

Det råder ingen konsensus kring huruvida metakognitiv terapi (MKT; förkortas vanligen MCT av de som arbetar med metoden) är en del av KBT-paraplyet eller om det är något fristående. MKT berör och hanterar kognitioner och beteenden (genom metakognitioner), vilket talar för att det rör sig om KBT. Däremot har MKT en teori, och därmed interventioner, som står i direkt kontrast till det i KBT (inlärningsteori bl.a.).
I MKT är målet att förändra hur klienten förhåller sig till sina tankar. Man ser att alla har negativa tankar som spontant dyker upp men att vissa reagerar på dessa på ett sätt som gör att de dröjer sig kvar och därmed blir till problem. Den teoretiska modellen bakom terapin säger att psykisk ohälsa, bland annat, beror på ett utdraget fokus på ångestväckande eller andra negativa tankar. Detta sker på grund av hur personen ser på sina tankar, det vill säga vad hen har för metakognitiva antaganden. Om en person ser en nytta i att fokusera på det negativa (exempelvis att det är förberedande att oroa sig); tror att negativa tankar inte går att kontrollera, vilket gör att hen aldrig försöker; och/eller tror att tankar kan innebära en fara eller på annat sätt vara meningsbärande (exempelvis genom en uppfattning att för mycket oroande skulle kunna göra en galen) kan det leda till att personen ger negativa tankar särskilt mycket uppmärksamhet, vilket förlänger den negativa känsla som kopplas till tanken. Terapin går således ut på att bland annat lära ut hur tankar kan hanteras för att de inte ska få något särskilt inflytande över ens humör samt att hjälpa personen bort från de uppfattningar som leder till att hen ger tankarna särskilt mycket uppmärksamhet. MKT lägger sig på en processnivå istället för saknivå i behandlingen av psykisk ohälsa, vilket innebär att målet aldrig är att jobba med enskilda negativa tankar (så som görs i KBT) utan processerna bakom de negativa tankarna.
Det förekommer även uppmärksamhetsträning i terapin. Den syftar till att öka förmågan att rikta sin uppmärksamhet för att då bli flexibel i vad som får fokus. Enbart denna komponent har visats minska frekvensen av påträngande tankar, ångest, stress och depression.

### Psykodynamisk terapi

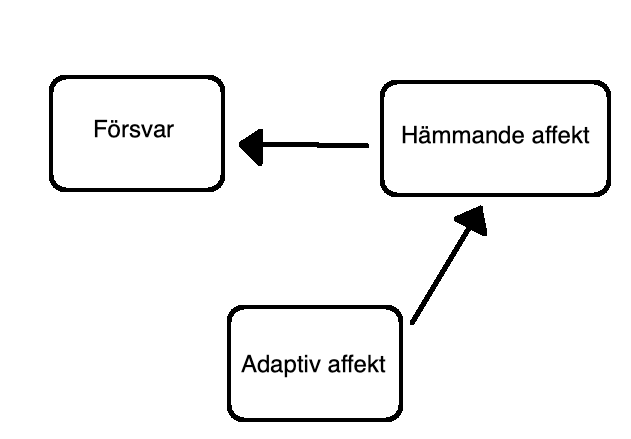
Konflikttriangeln

Psykodynamisk terapi (PDT) har sina rötter i psykoanalysen och har idag kvar vissa, men inte alla, av tankarna som fanns hos psykoanalysen, bl.a. vikten av det omedvetna och att lösa omedvetna konflikter. Konflikter kan beskrivas som kognitiv eller emotionell dissonans där vi inte har på det klara hur vi tänker eller känner. Idag finns ett stort fokus på att medvetandegöra känslor. Centralt för PDT är konflikttriangeln som går ut på att man genom inlärningserfarenhet kan reagera på en känsla (exempelvis ledsamhet) med en hämmande känsla (exempelvis skam) och då uttrycka en annan känsla (exempelvis ilska) istället. Detta menar man inom PDT innebär en konflikt mellan affekter som behöver lösas upp. Detta innebär att sakta men säkert närma sig den första känslan utan att låta nästa yttra sig istället.

#### Psykodynamiska terapier (urval)
- Anknytningsbaserad terapi
- Affektfokuserad terapi
- Dynamisk interpersonell terapi
- Intensiv dynamisk korttidsterapi (eng. intensive short-term dynamic psychotherapy; ISTDP)
- Mentaliseringsbaserad terapi (MBT)
- Panikfokuserad psykodynamisk psykoterapi
- Psykoanalys
- Psykodynamisk korttidsterapi
- Psykodynamisk långtidsterapi
- Överföringsfokuserad terapi

### Transdiagnostisk och processbaserad psykoterapi
KBT har traditionellt sett haft olika behandlingar för olika diagnoser, medan andra terapiinriktningar har haft ett mer övergripande förhållningssätt. Transdiagnostiska behandlingar är de som har en mer övergripande behandling utan att rikta in sig på en särskild diagnos. MKT är ett exempel på transdiagnostisk behandling då den har en förklaringsmodell för samtlig psykisk ohälsa samt en grundläggande behandling (även om det finns variationer i betoning beroende på vad problematiken är). Viss forskning visar även på att symtom inte låter sig grupperas så som diagnoser föreslår, vilket kan ses som ett tecken på varför transdiagnostiska behandlingar skulle vara gynnsamma.
Processbaserad psykoterapi erkänner, till skillnad från transdiagnostisk psykoterapi, inte att det finns diagnoser.

#### Processorienterad kontra objektorienterad psykoterapi
Processorienterad psykoterapi har som mål att förstå och angripa de processer som ligger till grund för psykiska åkommor. Objektorienterad psykoterapi, däremot, ämnar angripa specifika orosmål och andra specifika saker som uppstår i den psykiska ohälsan. Ett exempel på en objektorienterad intervention är kognitiv omstrukturering där målet är att ändra specifika kognitioner. Ett exempel på en processorienterad terapi är MKT där målet är att ändra på de processer som ligger till grund för de psykiska besvären. Nedan följer två exempeldialoger på hur ett och samma problem kan tacklas ur ett processbaserat perspektiv respektive ett objektbaserat perspektiv.
Processbaserad dialog
- Klient: ”Jag är så rädd för vad som ska hända om jag inte får in lönen i tid.”
- Terapuet: ”Bär du ofta med dig rädslan?”
- Klient: ”Ja, jag kan knappt sluta tänka på det!”
- Terapuet: ”Det är när du tänker på det som du känner dig rädd?”
- Klient: ”Ja, jag antar det.”
- Terapeut: ”Hur skulle det vara om du inte tänkte på det lika ofta?”
- Klient: ”Oj, det tror jag inte att jag kan.”
- Terapeut: ”Om du kunde, hur skulle det vara?”
- Klient: ”Det skulle vara fantastiskt att slippa!”

Objektbaserad dialog
- Klient: ”Jag är så rädd för vad som ska hända om jag inte får in lönen i tid.”
- Terapuet: ”Vad tänker du kommer hända då?”
- Klient: ”Om jag inte får lönen i tid kommer jag inte kunna betala hyran i tid och då kan jag bli vräkt!”
- Terapuet: ”Att bli vräkt låter inget vidare.”
- Klient: ”Nä, precis.”
- Terapeut: ”Hur sannolikt tänker du det är att du faktiskt blir vräkt?”
- Klient: ”Oj, svår fråga. 90% kanske.”
- Terapeut: ”Finns det något som talar för att du faktiskt kommer bli vräkt?”
- Klient: ”Nja, inte direkt kanske.”

## Likheter och skillnader
| Terapiform | Teoretisk grund                          | (Förmodade) Verkningsmekanismer     | Vanliga behandlingskomponenter                                     | Effektstorlek        |
| ---------- | ---------------------------------------- | ----------------------------------- | ------------------------------------------------------------------ | -------------------- |
| KBT        | Kognitiv teori och inlärningsteori       | Kognitiv förändring och nyinlärning | Kognitiv omstrukturering (inkl. beteendeexperiment) och exponering | [Information saknas] |
| MCT        | Self-Regulatory Executive Function model | Metakognitiv förändring             | Sokratisk dialog och beteendeexperiment                            | [Information saknas] |
| PDT        | [Information saknas]                     | [Information saknas]                | [Information saknas]                                               | [Information saknas] |

### Färdighetsträning
Något som ingår i KBT men inte andra terapier är färdighetsträning där man får öva på specifika overta beteenden. Detta är något som visats vara en fördel för KBT vid behandling av social fobi. Givetvis övar man på färdigheter inom andra terapiformer, exempelvis att närma sig känslor eller att låta negativa tankar passera, men KBT är det enda där man övar på specifika beteenden.

### Närmande och undvikande
KBT har i många av sina manualer exponering som komponent. Med andra ord innebär detta att närma sig det som är obehagligt. Även PDT, närmare bestämt affektfokuserad terapi, innebär att närma sig den känsla som är hämmad och obehaglig. Även om dessa två terapier har olika förklaringar till varför närmandet hjälper är de båda överens om att det är närmandet som hjälper. Detta är i kontrast till metakognitiv terapi där man istället ser det kognitiva uppmärksamhetssyndromet som orsak till problematiken. Med andra ord innebär detta att ett fokus på det som känns obehagligt väcker obehag och lösningen därefter blir att minska detta fokus. En likhet med de andra är dock att undvikande ses som dåligt. I KBT för att undvikande vidmakthåller en respondent inlärning eller annan inlärning, i PDT för att affekten som hämmas är meningsbärande[källa behövs] och i MKT för att undvikande innebär att hålla fokus på något (som i det vanliga exemplet om att inte tänka på en rosa elefant, vilket man då gör).

### Omformande av tankar
I KBT är kognitiv omstrukturering centralt. Detta innebär att förändra tankar och deras innehåll för att göra dem mer realistiska. Att tänka annorlunda kring saker görs även i mentaliseringsbaserad terapi även om fokus för vad som ska ändras kan skilja sig. I metakognitiv terapi syftar man att ändra tankar om tankar och förhållningssätt till tankar (metakognitioner) och aldrig tankarna i sig. Metoderna för detta är i stort samma som i KBT, d.v.s. sokratisk dialog och beteendeexperiment.

### Känslor
Då psykoterapier är ämnade att åtgärda negativa känslor kommer alla psykoterapier på något sätt beröra känslor. I affektfokuserad terapi ses känslor som centrala och en inlärningshistoria har gjort att de är svåra att närma sig. Även i KBT kan man bearbeta känslor om de har en inlärningshistoria som påverkar eller har påverkats av dem. Känslor kan således vara centrala inom KBT. I MKT ses negativa känslor som en konsekvens av ett fokus på det som triggar dem. Fokus för behandlingen blir således inte känslorna i sig, utan att lära sig hantera det som triggar dem (detta inkluderar även känslorna i sig, då en känsla kan väcka tankar som då spär på känslan) så att man ska få större kontroll över vilka känslor man väljer att gå in i och när.

### Struktur under sessionen
Medan man i KBT jobbar strukturerat utifrån en plan och agenda jobbar man i PDT genom att fånga upp vad som händer i stunden och "i rummet" och utforskar detta. Även i metakognitiv terapi jobbar man på ett strukturerat sätt mot mål. Att jobba utifrån en plan hindrar dock inte en terapeut från att ge tid åt saker som hänt klienten.

### Vidmakthållandeplan
Flera behandlingar, exempelvis KBT och MKT ,  innefattar att skapa en vidmakthållandeplan. Syftet med denna är att formulera en plan för vad klienten ska göra för att inte falla tillbaka in i gamla vanor – de som klienten ville komma ifrån i och med terapin. I KBT kan detta innebära ett fortsatt närmande av de jobbiga situationerna och i MKT kan det vara att fortsätta hantera påfrestande tankar med detached mindfulness för att låta dem passera.

### "Common factors"
Gemensamma faktorer (eng. common factors) är de faktorer som är gemensamma för olika terapier. Olika terapier kan inkorporera dessa på olika sätt och med olika anledningar. Några gemensamma faktorer är terapeutisk allians, att ifrågasätta patientens antaganden och anknytning till terapeuten. Det har spekulerats i anknytningens roll kring att det är viktigt för patienten att ha en trygg anknytning till terapeuten för att kunna våga sig ifrån sin trygga bas och utforska nya perspektiv, som kan fås genom att ifrågasätta gamla antaganden. Andra terapier (metakognitiv terapi bl.a.) är mer inriktade på att hjälpa patienten slippa påträngande tankar och oro.

### Övrigt
Till skillnad från övriga terapiformer gör metakognitiv terapi en ansats till att förklara varför en person har ett fokus på saker som förvärrar hens mående. Detta i kontrast till KBT där man antar att ens kognitiva scheman är det som avgör hur man tolkar världen. ACT som teoribildning menar att psykologisk inflexibilitet ligger till grund för psykisk ohälsa. Det kognitiva uppmärksamhetssyndromet är ett snarlikt konstrukt som visats förklara mer unik varians än psykologisk inflexibilitet vad gäller psykiska symtom. Dock gällde även det omvända.

## Metod
Det finns en rad metoder som används inom psykoterapier. Ett urval av dem listas här.

### Aktivt lyssnande
Aktivt lyssnande kan delas in i olika subkomponenter. Dessa är enkel uppmuntran, direkt uppmuntran, slutna och öppna frågor samt speglingar.
Enkel uppmuntran innebär att på enkla sätt uppmuntra en person att berätta mer, exempelvis genom att nicka eller att säga ”mm” eller ”aa”. 
Direkt uppmuntran går ut på att be motparten att fortsätta berätta, exempelvis genom att säga ”berätta mer” eller ”fortsätt”. 
Slutna frågor är frågor som bara kan ges ett enkelt svar, exempelvis ”hur gammal är du?” som bara kan få ett nummer som svar eller ”kändes det bra?” som bara kan få en ja eller nej (och kanske) till svar. 
Öppna frågor är frågor som kräver ett mer flytande svar, exempelvis ”vad hände sen?”. 
Speglingar är att återge vad motparten sagt för att visa att man hört och förstått, exempelvis ”du fick höra att du inte var medbjuden och då blev du ledsen”. Speglingar kan med fördel följa mallen att först spegla fakta och sedan känslan.

### Sokratisk dialog

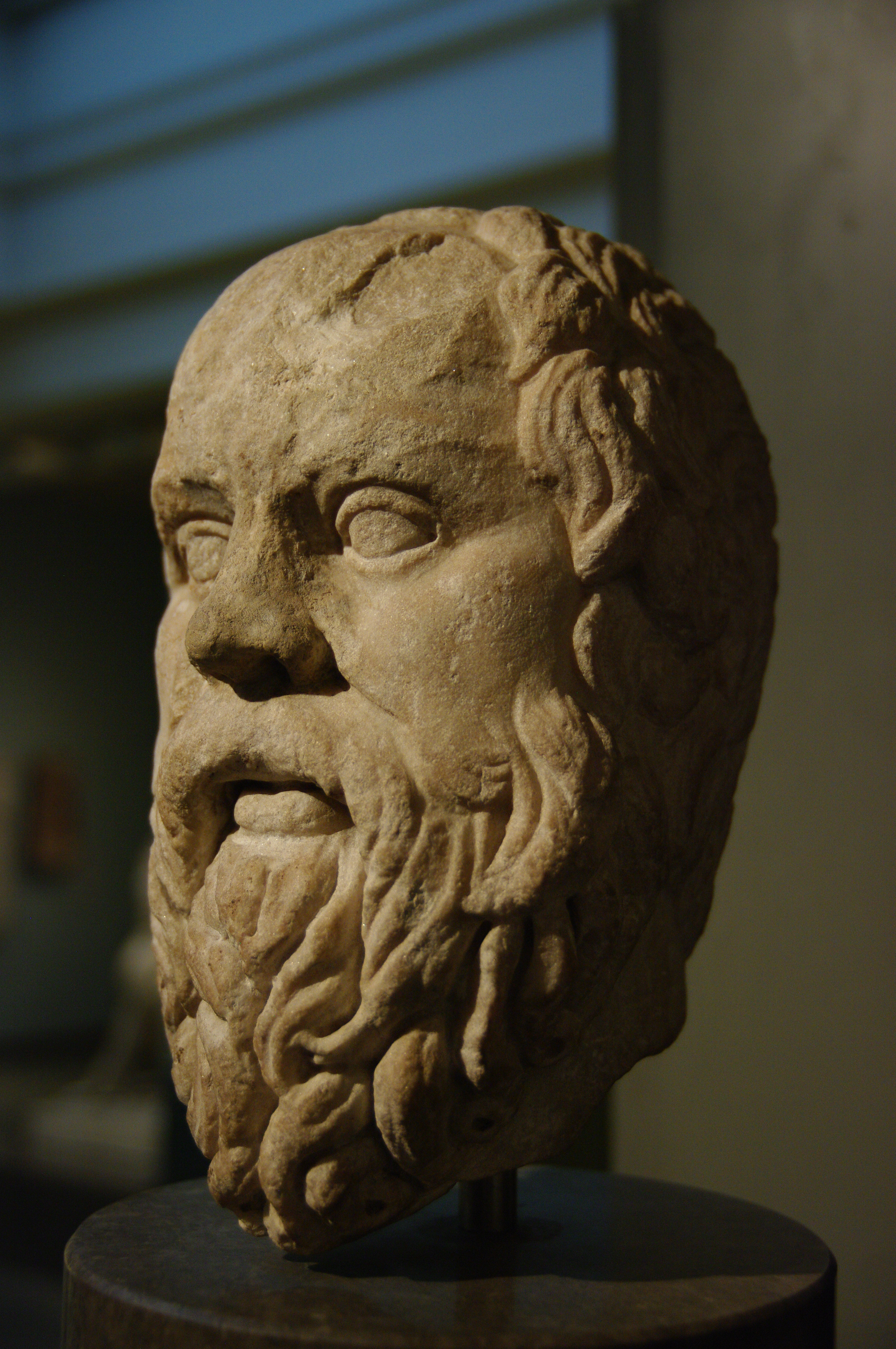
Sokrates, vars utlärningsmetod har gett upphov till den sokratiska dialog vi känner till idag.

Sokratisk dialog innebär att med motfrågor hjälpa en person till och genom vissa tankegångar. Ett exempel på en sådan dialog:
- Klient: ”Oron bara kommer och det finns inget jag kan göra för att stoppa den.”
- Terapuet: ”Händer det någonsin att oron slutar?”
- Klient: ”Nja, knappt.”
- Terapuet: ”Vad händer med orostankarna om telefonen ringer?”
- Klient: ”Jag vet inte...”
- Terapeut: ”Fortsätter du oroa dig när du svarar i telefonen?”
- Klient: ”Nej, det gör jag väl inte.”
- Terapeut: ”Vad säger det om din förmåga att stoppa oroandet?”
- Klient: ”Det kanske går lite grann ändå.”

### Beteendeexperiment
Genom beteendeexperiment kan man testa föreställningar som en person har för att hjälpa en person till mer hjälpsamma uppfattningar. Ett exempel är att en person tror att för mycket oroande skulle kunna leda till att personen blev galen. Detta kan testas genom att låta personen oroa sig så mycket den kan för att personen ska få se om den blev galen eller inte. Detta ramas gärna in med en fråga om vad personen drar för slutsatser av det för att personen ska få formulera en ny uppfattning själv.

### Exponering
Exponering handlar om att närma sig det man finner obehagligt eller ångestväckande med syfte att minska obehaget som är kopplat till det.

### Psykoterapi vid neuropsykiatriska funktionsnedsättningar
På grund av de svårigheter som neuropsykiatriska funktionsnedsättningar innebär kan en psykoterapi behöva anpassas för den personen.

## Evidens
Evidens är synonymt med bevis och belägg och är viktigt för att kunna vara säker på att en behandling har den önskade effekten. När en behandling saknar evidens innebär det att metoden saknar forskningsstöd, inte att det finns forskningsstöd som går emot hypotesen om att behandlingen har effekt (alt. hur stor effekten är). Det är också viktigt att ta hänsyn till en behandlings effekt och inte bara stirra sig blind på att det finns en effekt.

### Evidensgrad
Evidensgrad innebär till vilken grad en behandling har stöd. Dessa går från 1 till 4 där 1 innebär starkast stöd och 4 svagast stöd.
Evidensgrad 1: Minst två oberoende studier med högt bevisvärde eller en systematisk översikt av flera originalstudier med högt bevisvärde.
Evidensgrad 2: En studie med högt bevisvärde plus minst två med medelhögt bevisvärde och entydiga resultat.
Evidensgrad 3: Minst två studier med medelhögt bevisvärde och entydigt resultat.
Evidensgrad 4: Enbart studier med lågt bevisvärde eller avsaknad av studier. Expertutlåtanden eller konsensusutlåtanden utan explicit systematisk genomgång.

### Effektstorlek
Effekten av en behandling mäts oftast i effektstorlek (alt. effektstyrka; ES) som är ett sätt att se hur mycket två grupper skiljer sig åt. (Effektstorlek kan också handla om andra saker, som till exempel hur stark en korrelation är. Då är korrelationskoefficienten måttet på effektstorleken.) Genom att göra en mätning av en relevant variabel (exempelvis med ett skattningsformulär för åkomman som behandlas) innan och efter behandlingen och se hur mycket denna har förändrats anger man behandlingens effekt.
Formeln för Cohens d:
{\displaystyle ES=(M_{terapigrupp}-M_{kontrollgrupp})/SD_{poolad}}

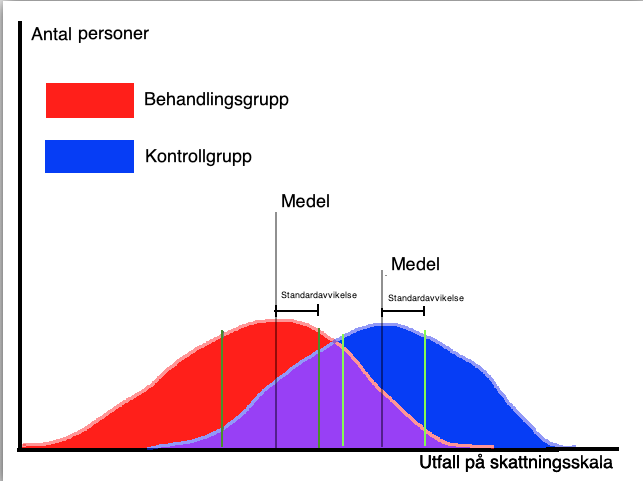
Normalfördelning för respektive grupp.

ES är effektstorleken som räknas ut och M är medelvärdet för alla försöksdeltagares skattningar efter behandlingen. Från detta subtraheras kontrollgruppens skattningar (med samma skattningsformulär). Differensen som fås delas på medelvärdet av standardavvikelserna (SD) för respektive grupp. Slutprodukten blir effektstorleken. Effektstorleken är således ett 'jämförelsemått' och inte ett mått på en behandlings objektiva effekt, då samma beräkning kan användas för att jämföra två aktiva behandlingar. Det finns även andra sätt att beräkna effektstorlekar, där respektive sätt tar hänsyn till olika statistiska aspekter. Exempelvis om 'n' är för litet används istället Hedges 'g' som mått på effektstorlek.
Vid en effektstorlek på 0,0 har genomsnittspatienten i terapigruppen bättre behandlingsresultat än 50% av kontrollgruppen, vilket då pekar på att det inte är någon skillnad mellan grupperna. Vanligtvis används gränserna 0,2, 0,5 och 0,8 som gränser för att dela in effekten i liten, medelstor respektive stor effekt även om andra gränsvärden också föreslagits på senare tid.
| Effektstorlek | d    | Referens         |
| ------------- | ---- | ---------------- |
| Väldigt liten | 0,01 | Sawilowsky, 2009 |
| Liten         | 0,20 | Cohen, 1988      |
| Medelstor     | 0,50 | Cohen, 1988      |
| Stor          | 0,80 | Cohen, 1988      |
| Väldigt stor  | 1,20 | Sawilowsky, 2009 |
| Enorm         | 2,0  | Sawilowsky, 2009 |

| Effektstorlek (d)                                                                                       | Percentil* |
| --- | ---------- |
| 0,0 | 50%        |
| 0,1 | 54%        |
| 0,2 | 58%        |
| 0,3 | 62%        |
| 0,4 | 66%        |
| 0,5 | 69%        |
| 0,6 | 73%        |
| 0,7 | 76%        |
| 0,8 | 79%        |
| 0,9 | 82%        |
| 1,0 | 84%        |
| 1,1 | 86%        |
| 1,2 | 88%        |
| 1,3 | 90%        |
| 1,4 | 91,9%      |
| 1,5 | 93,3%      |
| 1,6 | 94,5%      |
| 1,7 | 95,5%      |
| 1,8 | 96,4%      |
| 1,9 | 97,1%      |
| 2,0 | 97,7%      |
| 2,5 | 99,0%      |
| 3,0 | 99,9%      |
| *Genomsnittspatienten i terapigruppen har bättre behandlingsresultat än denna andel av kontrollgruppen. |            |

### Forskningsmetod
Målet med studier av en behandling är (i bästa fall) att få ett så rättvisande mått som möjligt på behandlingens effekt. För att få ett rättvisande mått behöver vissa kriterer vara uppfyllda, varav en är att antalet deltagare måste vara stort nog för att kunna dra slutsatsen att resultatet sannolikt även skulle fås om andra genomgick behandlingen. Ett annat är att behandlingen jämförs med något, exempelvis en kontrollgrupp som inte fått en aktiv behandling. Detta för att om behandlingsgruppen påverkas och inte kontrollgruppen talar detta för att det var behandlingen som gav effekt, en slutsats som inte kan dras om en studie bara mätt behandlingsgruppen. I detta fall går det inte att vara säker på att det inte var något annat än behandlingen som gav resultat. I en jämförelse är det också viktigt att slumpa försöksdeltagare till behandlingsgrupp respektive kontrollgrupp för att kunna vara säker på att det inte var något i gruppindelningen som gjorde att de i ena gruppen fick sitt resultat. När indelningen slumpas kallas det för en "randomized controlled trial".

#### Metaanalys
En metaanalys är en sammanställning av den forskning som finns för en viss behandling. Detta görs för att få en sammantagen bild av vad forskningen säger då enstaka studier kan vara missvisande på grund av slump eller bristfällig forskningsmetodik. Metaanalyser är dock själva inte helt immuna mot dålig metodik. Genom inklusionskriterierna kan forskare styra vilka studier som inkluderas i metaanalysen och på så sätt vinkla resultat. Ett tecken på trovärdighet är om forskaren är oberoende (exempelvis inte en förespråkare) för den undersökta terapimetoden.

## Terapiers effekt
I en metaanalys över ett flertal terapier visades en effekt på 'g' = 0.7 för samtliga terapier men när man kontrollerade för olika sorters bias sjönk effekten till 'g' = 0.31. Det fanns dock flera biaser som de inte kunde kontrollera för, vilket gör att de inte kunde dra slutsatser att terapier har en bättre effekt än spontanremission.

### Acceptance and Commitment Therapy
2014 visades i en metaanalys att Acceptance and Commitment Therapy (ACT) inte är en väletablerad terapi för någon psykisk åkomma. Dessutom visades att effektstorleken var liten (d = .42) och att ACT inte var något bättre än KBT.

### Compassionfokuserad terapi
En metaanalys kommer fram till att compassioninterventioner har låg effekt på ångest och psykologisk distress och måttlig effekt på välmående och depression.

### EMDR
Eye movement desensitization and reprocessing (EMDR) har i en metaanalys visats ha samma effekt som exponeringsterapi. Detta sammantaget med att EMDR till större delen är exponering med ögonrörelser talar för att ögonrörelserna inte har någon effekt.

### Hypnos
Hypnos är i sig självt inte en terapiform utan snarare ett verktyg som kan användas när så är hjälpsamt. Hypnos kan dock användas som psykologisk behandling.
För behandling av akut och kronisk smärta har en metaanalys visat att hypnos har effekt.

### Interpersonell terapi
IPT har i en metaanalys visats ha en effekt på d = 0,63, jämfört med kontrollgrupp, för depression.

### Kognitiv beteendeterapi
En metaanalys från 2018 gick igenom stödet för KBT för olika diagnoser (stress, generaliserat ångestsyndrom, tvångssyndrom, paniksyndrom, posttraumatiskt stressyndrom och social ångest) där KBT jämförts med antingen psykologisk placebo eller pillerplacebo. Resultatet visar på en måttlig effekt för åkomman som behandlades (Hedges g = 0,56) och låg effekt på andra symtom (ångest: Hedges g = 0,38; depression: Hedges g = 0,31; och livskvalitet: Hedges g = 0,30). Samma metaanalys visade att 29% hoppade av KBT jämfört med 17% som hoppade av placebo-behandlingen.
Cirka hälften av de som genomgår KBT för ångest blir bättre efter behandlingen, även PTSD. För depression gäller 51-87%.
Transdiagnostisk KBT har i en metaanalys visats ha motsvarande effekt som vanlig KBT med en effektstorlek på ca 1, vad gäller ångest.

#### Dialektisk beteendeterapi (DBT)
DBT för emotionellt instabil personlighetsstörning har i en metaanalys visats ha en effekt på d = -0,324 för självskadebeteenden och en effekt på d = -0,379 vad gäller krisbesök till vården, vilka är små effekter enligt ovan. Psykodynamiska behandlingar är lika effektiva.

### Metakognitiv terapi
Tre metaanalyser visar på signifikanta förbättringar. Resultat från en metaanalys visar på signifikanta förbättringar än kontrollgruppen för GAD, OCD och PTSD (både direkt efter behandling och vid ett-årsuppföljningen). Den andra metaanalysen visar på signifikant bättre resultat för ångest och depression, jämfört med både väntelista och KBT. Effektstorlekarna, som den visar, mellan förmätningarna och eftermätningarna (inomgruppsdesign) var väldigt stora till enorma (g = 2,0 respektive g = 1,65). Effektstorleken jämfört med väntelista respektive KBT (mellangruppsdesign) var väldigt stora (g = 1,81) respektive stora (g = 0,97).

### Mindfulness
En metaanalys från 2018 över effekten av mindfulness som fristående intervention för symtom av depression och ångest visar på en liten till måttlig effekt jämfört med kontrollgruppen.
I en studie som jämförde mindfulnessbaserad stressreduktion (MBSR) med metakognitiv terapi föll utfallet till favör för metakognitiv terapi. Utfallsmåttet var den totala summan patienterna fick på Hospital Anxiety and Depression Scale (HADS). Studien drar slutsatsen att metakognitiv terapi är mer effektiv än MBSR i behandling av ångest och depression.

### Psykodynamisk terapi
PDT tycks ha en likvärdig effekt som KBT. I urvalet till metaanalysen fanns dock en majoritet av studier som visade på ett resultat till fördel för KBT. Dock bör nämnas att PDT, som KBT, är ett paraplybegrepp, vilket innebär att bara för att en terapi inom PDT har effekt betyder det inte att andra har det. Detsamma gäller även vid behandling av emotionellt instabil personlighetsstörning.

### Unified Protocol
Än så länge (maj 2018) finns det ingen metaanalys som undersökt effekten av Unified Protocol (UP). Dock har UP i en RCT visats få en effektstorlek på g = 0,56 för ångest och g = 1,11 på depression. Det är dock viktigt att tänka på att UP har motiverande samtal som inbyggd modul, vars effekthöjande effekt räknas med i effektstorlekarna som görs.

### Motiverande samtal
Motiverande samtal som tillägg (till KBT) har visats minska ångest mer än enbart KBT (g = 0,59). Skillnaden berodde inte på hur många som hoppade av terapin i de olika grupperna.

### Självhjälp
Vad gäller social fobi har det setts kunna ha lika bra effekt att läsa en självhjälpsbok som att gå i terapin. (Det är dock viktigt att det inte är vilken bok som helst utan en bok som behandlar det som annars hade gjorts i en terapi.)

## Verksamma mekanismer
Olika terapier har olika förklaringsmodeller till varför psykisk ohälsa uppstår. Några exempel är en KBT-modell för social ångest som antar att ångesten uppstår på grund av kognitiva strukturer som gör att vi tolkar sociala situationer som hotfulla och att vi förvärvat dessa genom inlärning; att fobier uppstår genom en inlärning eller betingning; att depression beror på brist på positiva/betydelsefulla händelser (positiva förstärkare); att depression beror på kognitiva strukturer som gör att vi tolkar världen som negativ; att psykiska besvär beror på inre konflikter; och att våra antaganden om våra tankar styr hur vi hanterar dem och därmed hur de påverkar oss. Terapierna åsyftar att angripa dessa mekanismer för att minska det psykiska besväret. Ingen av dessa förklaringar har definitivt stöd. Således innebär det som redovisas här ej ett komplett stöd för varken det ena eller det andra, utan ett urval av den forskning som gjorts på området.
En nätverksanalys har visat på vikten av oroande och hotmonitorering för ångest och samtidigt visat på skral relevans av specifika kognitioner. Även efter internetbaserad KBT kan en förändring i positiva metakognitioner ses, såväl som en minskning i repetitivt negativt tänkande (RNT). Det finns även indikationer på att symtom inte minskar om inte även RNT tänkande gör det. Studien pekar även på att en minskning av RNT i storlek av en standardavvikelse innebär en minskning av depressiva symtom medan en minskning av RNT i storlek av två standardavvikelser även innebär en minskning av ångestsymtom. Även patienters beredskap till förändring tycks spela roll för psykoterapins effekt.
För depression har personer som genomgått MKT upplevt att det varit hjälpsamt att inse att deras huvudsakliga problem var ruminering och insikten att de kunde sluta om de ville. I samma studie upplevde de som genomgått KBT för depression att det hjälpsamma var att ändra på deras negativa tankemönster och fokus på tidigare negativa upplevelser. En studie pekar på att psykologisk inflexibilitet medierar sambandet mellan depression och metakognitiva antaganden respektive negativa kognitioner. Det finns även indikationer på att negativa kognitioner inte kan förklara någon varians i depressiva symtom efter att man kontrollerar för metakognitioner.
Det finns ett samband mellan positiva händelser och mående och även visst samband mellan just positiva förstärkare och depression, vilket talar för att depression kan bero på brist på positiva erfarenheter. Även negativa erfarenheter tycks korrelera med depression, vilka minskar genom behandling. Dock saknas tydliga belägg för kausala samband mellan dessa, vilket delvis beror på forskningsmetodologiska svårigheter.
Exponering har länge antagits vara verksamt genom habituering och utsläckning. Dock har forskning visat att en minskning av obehag varken under sessioner eller mellan dem behövs för att exponeringen ska vara effektiv, vilket talar emot de tidigare antagandena.